# En una playa junto al mar
 En una playa junto al mar  es una película filmada en colores de Argentina dirigida por Enrique Cahen Salaberry según guion de Abel Santa Cruz que se estrenó el 4 de febrero de 1971 y que tuvo como protagonistas a Donald, Evangelina Salazar, Jorge Barreiro  y Joe Rígoli. La coreografía estuvo a cargo de Pedro Sombra.
La película tuvo un estreno simultáneo en varios centros de veraneo: Acapulco, Mar del Plata, Miami y Punta del Este.

## Sinopsis
En medio de muchas canciones, el joven músico incomprendido por su padre, la chica estudiosa y trabajadora y el reencuentro familiar.

## Reparto
- Donald
- Evangelina Salazar
- Jorge Barreiro
- Joe Rígoli
- Aída Luz
- Tono Andreu
- Eddie Pequenino
- Zelmar Gueñol
- Willy
- Los Náufragos
- Carlos López Monet
- Susana Mayo
- Alfredo Quesada
- Susana Soto
- Leopoldo Verona
- Oscar Villa
- Carlos Lagrotta

## Comentarios
La Nación opinó:

”Matizada con coloridos números musicales, la película se desenvuelve con buen ritmo y se mantiene en todo momento.”

Clarín dijo:

”Aparte de las atracciones del elenco…cautiva en esta amable comedia…la visión generosa de ámbitos naturales…así como el lujo y buen gusto de los escenarios de estudio.”

Manrupe y Portela escriben:

”Película para vacaciones con malas actuaciones bastante bien disimuladas y canciones.”